# Marta Bohn-Meyer
Marta Bohn-Meyer (Amityville, Estados Unidos, 18 de agosto de 1957- Oklahoma, Estados Unidos, 18 de septiembre de 2005) fue una aviadora e ingeniera estadounidense. 
Fue ingeniera en el Centro de Investigaciones de Vuelo Armstrong de la NASA donde participó en varios proyectos de investigación de ese organismo.

## Trayectoria
Fue la primera tripulante femenina asignada al Lockheed SR-71, lo hizo como ingeniera de vuelo durante las pruebas de aerodinámica y propulsión del avión durante su etapa de pruebas. Bohn-Meyer fue la líder del proyecto en el estudio del diseño de flujo laminar del ala usado en el avión General Dynamics F-16XL.
Además fue piloto de vuelos de acrobacia aérea, miembro en dos oportunidades del equipo nacional estadounidense de acrobacias aéreas, y jefa del equipo en 2005. Ese año mientras practicaba para el Campeonato Nacional de acrobacias aéreas de Estados Unidos su avión Giles 300 se estrelló en Yukon, Oklahoma en cercanías del aeropuerto municipal Clarence E. Page y perdió la vida. El accidente lo causó una falla en la bisagra delantera del dosel que aparentemente la incapacitó y provocó la caída de la aeronave.

## Vida privada
Su esposo era Robert R. Meyer Jr. un jefe de proyecto e ingeniero de pruebas en Dryden.
Bohn-Meyer estudió en el Rensselaer Polytechnic Institute en Troy, Nueva York donde conoció a su esposo durante una pasantía en la NASA.
Ella fue un modelo para jóvenes mujeres interesadas en carreras técnicas, A menudo se la podía encontrar en las aulas alentando a las mujeres jóvenes a explorar campos profesionales que durante tanto tiempo han estado dominados por hombres.